# Acantheremus dominicanus
Acantheremus dominicanus är en insektsart som beskrevs av Naskrecki 1997. Acantheremus dominicanus ingår i släktet Acantheremus och familjen vårtbitare. Inga underarter finns listade i Catalogue of Life.